# Vattenblink
Vattenblink (Hottonia palustris) är en art i familjen viveväxter som är vildväxande i Europa och västra Asien. I Sverige förekommer den sällsynt från Skåne till Hälsingland och växer i grunt näringsrikt vatten.
Vattenblink är en flerårig ört. Den har en ihålig stjälk som kan bli upp till 80 cm lång. Den har rötter nere i gyttjan, men även fritt flytande rötter i vattnet. Bladen är mycket smalflikiga (gälblad), och befinner sig helt under vattenytan. Växten förökar sig lätt med utlöpare. Vattenblink har relativt stora vita eller blekt rosa blommor i klasar. Blommorna är heterostyla vilket är vanligt hos viveväxterna.
Växten blommar under tidig sommar.

## Externa länkar

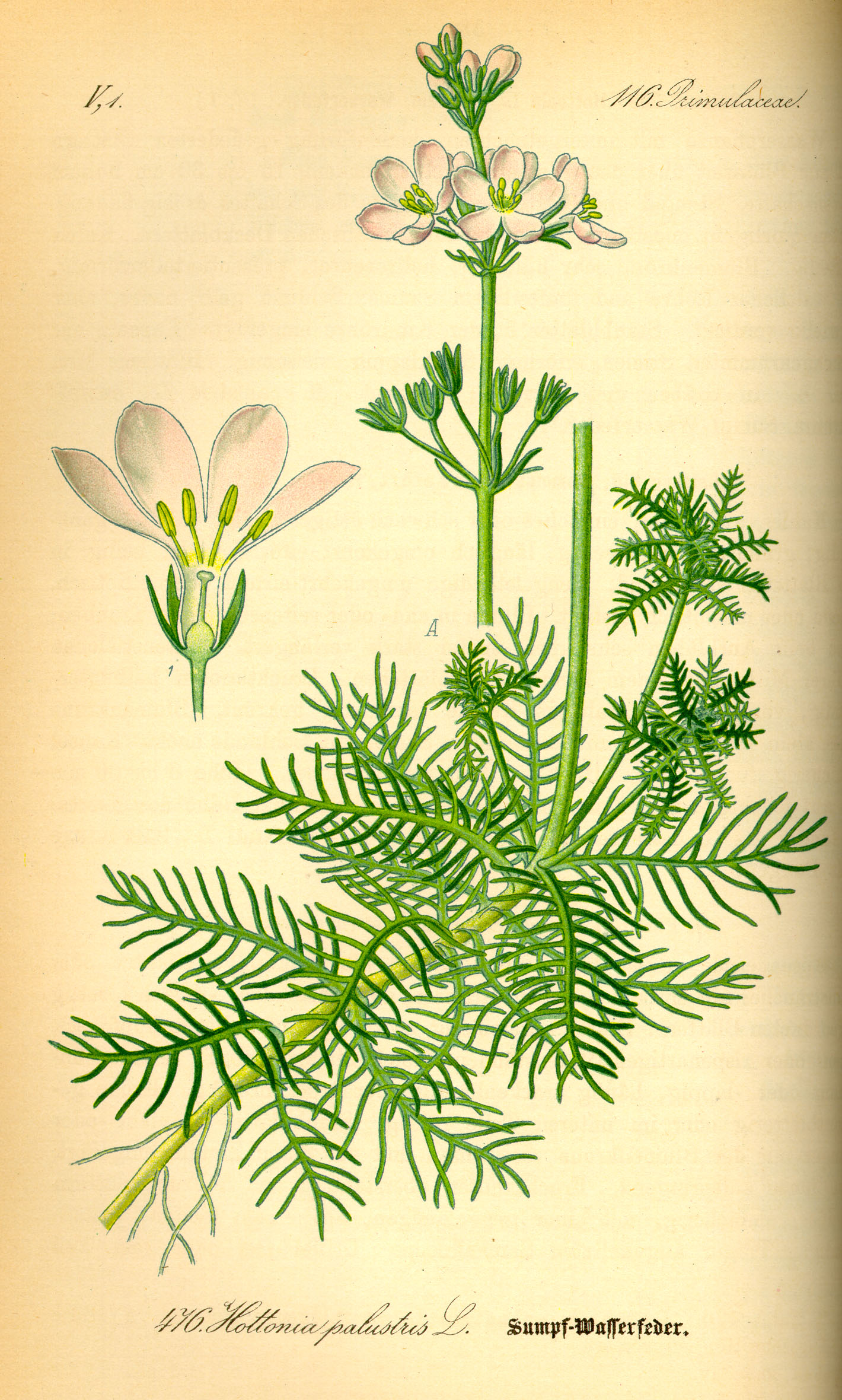